# 苏凯纳
苏凯纳，是西班牙瓦伦西亚自治区卡斯特利翁省的一个市镇。总面积52平方公里，总人口197人（2001年），人口密度4人/平方公里。